# 载人飞船
載人飞船是一种用于载乘太空人的太空囊，属于载人航天器中的一种。载人飞船能保障宇航员在外层空间執行航天任務並返回地面，属于一次性使用的返回型載人航天器。宇宙飞船可以獨立進行航天活動，也可作爲往返於地面和空间站之間的“載體”，還能與空间站或其他航天器對接後進行聯合飛行。过去的宇宙飞船與太空梭相比，容積較小，受到所載消耗性物資數量的限制，不具備再補給的能力，而且不能重複使用。新一代載人飞船為可複用設計。

## 历史
人类成功发射的第一艘载人飞船是由前苏联在1961年4月12日发射升空的东方一号，而它搭载的宇航员尤里·加加林也成为人类史上的第一位宇航员。1961年到1972年间美国实行了阿波罗计划，于1969年7月16日用阿波罗11号成功将人类送上月球，乘员之一的尼尔·阿姆斯特朗也成为首位踏上月球的人类。中国于2003年10月15日成功发射了第一艘载人飞船神舟五号，航天员杨利伟成为首位进入太空的中国人。

## 分类
按照运行方式的不同，现在已成功发射的载人飞船可被分为卫星式载人飞船和登月载人飞船两大类。卫星式载人飞船绕低地球轨道运行，登月载人飞船用于载运登月航天员。目前尚在研究阶段的还有行星际载人飞船。

## 載人飞船的功能和作用
- 進行近地軌道飛行，試驗各種載人航天技術，如軌道交會和對接及太空人在軌道上出艙，進入太空活動等；
- 考察軌道上失重和空間輻射等因素對人體的影響，發展航太醫學；
- 進行載人登月飛行；
- 爲空间站接送人員和運送物資；
- 進行軍事偵察和地球資源勘測；
- 進行臨時性的天文觀測。

## 載人飞船结构

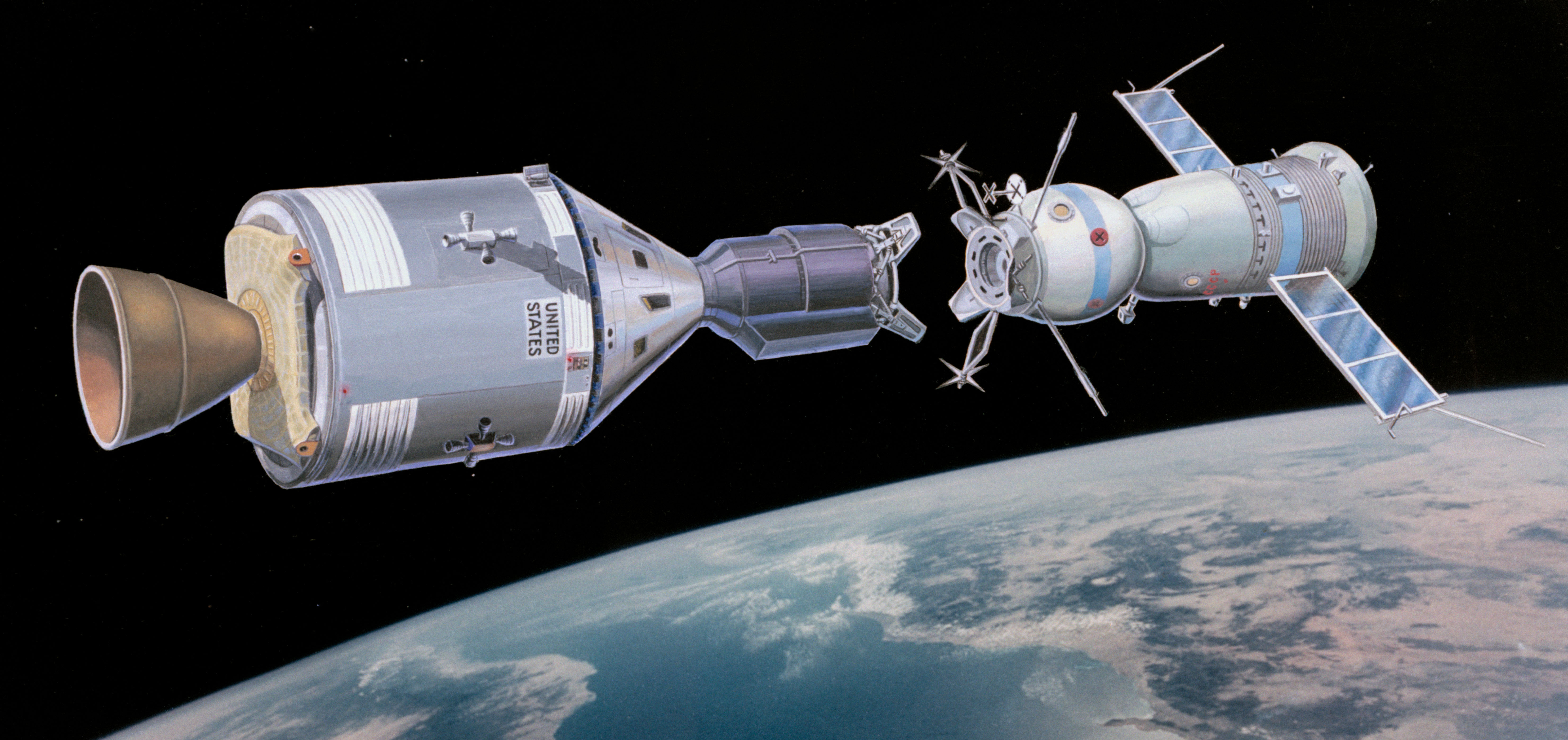
阿波羅飛船的服務艙-指令艙-對接艙與軌道艙-返回艙-儀器艙结构的联盟号宇宙飞船進行交會對接

- 對接艙是為了執行阿波羅-聯盟測試計劃，用於將阿波羅飛船的對接口轉化為联盟号宇宙飞船適配的APAS（英语：APAS），並作為氣閘艙使用，適配兩方不同氣壓的艙段。

- 登月舱是用于作载人月球着陆器的艙段。仅阿波羅飛船採用。
- 軌道艙是太空人在軌道上的工作場所，裏面裝有各種實驗儀器和設備。联盟号宇宙飞船和神舟飞船採用。
- 返回艙，也称指令艙，是載人飞船的核心艙段，也是整個飛船的控制中心，返回座艙不僅和其他艙段一樣要承受起飛、上升和軌道運行階段的各種應力和環境條件，而且還要经受再入大氣層和返回地面階段的減速過載和氣動加熱。
- 服務艙，也称推進艙、儀器艙，通常安裝推進系統、電源和氣源等設備，對飛船起服務保障作用。龍飛船2號的非加壓貨倉也位於此艙段之中，SpaceX將此空間稱為後備箱。

## 新一代載人飞船

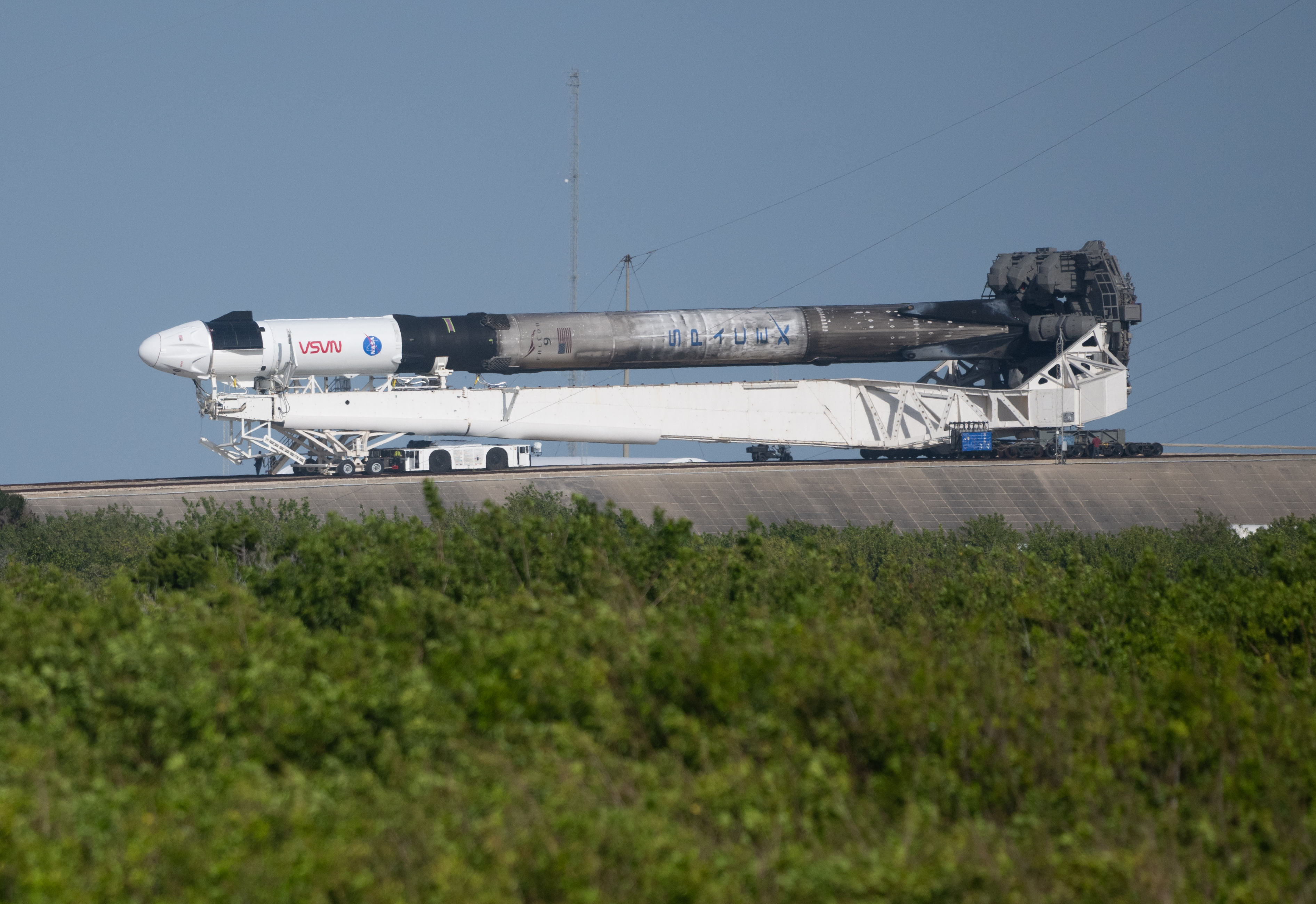
執行SpaceX載人4號任務的载人龙飞船自由号
，準備由一枚三手的獵鷹9號運載火箭送往太空，該火箭為一級可回收設計，並且龍飛船2號無需一次性逃逸系统和有效载荷整流罩，極大縮減了載人太空飛行成本。

新一代載人飞船为两舱结构，由返回艙和服務艙組成。其特点是返回舱体积、质量增大，最大乘員數量是过去的載人飛船的兩倍及以上，兼顾三舱结构载人飞船的軌道艙功能，配合可复用设计，提高了飞船经济性。星際航線和龍飛船2號發射時不需要配置有效载荷整流罩，進一步提高了飞船经济性。
此外，獵戶座太空船、梦舟载人飞船和鷹宇宙飛船作為有載人月球任務需求的飛船，需要減輕飛船質量，獲得較強的變軌能力，仍採用逃逸塔设计。星際航線將逃逸系统整合到了服務艙上。龍飛船2號將逃逸系统整合到了返回艙上，採用可複用設計，提高了飞船经济性。

## 型號

現役載人飛船比較

- 東方號飛船，1961-1963年
- 水星號飛船，1961-1963年
- 上升號飛船，1964-1965年
- 雙子座飛船，1965-1966年
- /联盟号宇宙飞船，1967年至今
- 阿波羅太空船，1968-1975年
- 神舟飞船，2003年至今
- 龍飛船2號，2020年至今
- 星際航線，2024年至今
- 獵戶座太空船，預計2026年
- SpaceX星艦飛船（英语：SpaceX Starship (spacecraft)），預計2026年
- 加岡揚號飛船，預計2027年
- 梦舟载人飞船，預計2028年
- 鷹宇宙飛船，預計2028年

## 備註
1. ↑  雙子座SC-2和VA飛船雖然曾重複使用过，但沒有載人。